# 武俠 (電影)
《武俠》是香港導演陳可辛執導，於2011年上映的香港動作電影。甄子丹、湯唯、金城武、王羽、惠英紅領銜主演。
本片為2011年第64屆坎城影展非競賽參展作品，更是該屆唯一參展的华人電影。影片被《时代周刊》列为年度十佳电影之一。

## 故事
故事背景為1917年中國云南腾冲的劉家村。
劉金喜和妻子阿玉共同撫養著兩個兒子方正和曉天，日子過的平淡安寧。有一天，外地來的兩名劫匪企圖洗劫村中的櫃坊，被剛好在此的金喜撞見，一陣混亂打鬥過後，二名匪徒稀里糊塗被劉金喜打死。死去的匪徒其中一人是政府十大通緝要犯閻東生，因此縣官大喜過望，村裡人也將劉金喜奉為大英雄。
不過，這看似普普通通的盲打誤殺卻引起一個人的懷疑，他就是縣衙捕快徐百九。從蛛絲馬跡上來看，二匪皆是死於武功高人之手，以劉金喜區區造紙工人的身手，不可能將兩人打死。徐百九因此留在村裡，對劉金喜展開了連番的觀察、調查與試探，後來終於發現，原來劉金喜的真實身分，其實是七十二地煞的二當家唐龍。當徐百九回到縣城後，便向當地衙門拿取牌令準備捉拿唐龍，卻不知衙門的負責人將這件事情密報給了七十二地煞的教主，也就是唐龍的父親。
在徐百九的警隊到達劉家村之前，七十二地煞的人馬早已搶先一步到達，劉家村也陷入了即將滅頂的危機之中。

## 演員表
| 演員   | 角色            | 簡介 |
| 甄子丹 | 劉金喜 （唐龍） | 劉家村的造紙工人。因捲入櫃坊的劫匪「誤殺」事件被徐百九盯上。其真实身份是七十二地煞的二當家唐龙，因當年屠夫事件與當家決裂並隱居劉家村。                                                                         |
| 湯唯   | 阿玉            | 劉金喜妻子，两人共同抚养两个儿子方正和晓天，其中方正是她与前夫所生，晓天是她与金喜所生 |
| 金城武 | 徐百九          | 县衙的捕快，精通人体穴道与医理，追求秉公执法。發現金喜的真實身份，希望將其緝拿歸案。後欲協同金喜擺脫七十二地煞，最終被教主擊中穴道傷重而死。影片中设定其为四川温江人士，故而全片都说四川话。粵語配音則為潮州人 |
| 王羽   | 七十二地煞教主  | 唐龙的生父。七十二地煞當家。在唐龍決意切割關係後打算強行綁走曉天。武藝高強到連唐龍都難以傷其分毫。最終因身體被徐百九刺入鋼針，遭天雷轟頂貫身而亡。                                                             |
| 惠英紅 | 十三娘          | 地煞教主妻子。打算強行帶唐龍回去。後與唐龍打鬥後落入瀑布身亡。 |
| 李小冉 | 徐百九前妻      | |

## 工作人員
- 導演、監製：陳可辛
- 編劇：陳可辛、林愛華
- 攝影指導：黎耀輝 (HKSC)、包軒鳴 (Jake Pollock)
- 動作導演：甄子丹
- 動作指導：嚴華、谷垣健治
- 原創音樂：陳光榮、金培達、Chatchai Pongprapaphan
- 艺术指导：奚仲文、孫立
- 服装设计：吴里璐

## 參展康城影展
《武俠》於第64屆康城影展作全球首映，以數碼影院方式放映。導演陳可辛表示，《武俠》於第64屆康城影展中的上映版本為粗剪版本，實有不全之處。他表明於2011年7月28日正式上映的版本為最終版本，亦是最完整的版本。

## 奖项
| 获奖提名列表         | 获奖提名列表     | 获奖提名列表                            | 获奖提名列表 |
| 奖项                 | 类别             | 获提名者                                | 结果         |
| -------------------- | ---------------- | --------------------------------------- | ------------ |
| 第48屆金馬獎         | 最佳男配角       | 王羽                                    | 提名         |
| 第48屆金馬獎         | 最佳視覺效果獎   | 翁國賢、姜鐘翊                          | 獲獎         |
| 第48屆金馬獎         | 最佳美術設計獎   | 奚仲文、孫立                            | 獲獎         |
| 第48屆金馬獎         | 最佳造型設計     | 吳裡璐                                  | 提名         |
| 第48屆金馬獎         | 最佳動作設計獎   | 甄子丹                                  | 獲獎         |
| 第48屆金馬獎         | 最佳音效         | Traithep Wongpaiboon、Nopawat Likitwong | 提名         |
| 第6屆亞洲電影大獎    | 最佳攝影         | 包軒鳴、黎耀輝                          | 獲獎         |
| 第6屆亞洲電影大獎    | 最佳美術指導     | 奚仲文、孫立                            | 獲獎         |
| 第6屆亞洲電影大獎    | 最佳原創音樂     | 陳光榮、金培達                          | 獲獎         |
| 第6屆亞洲電影大獎    | 最佳視覺效果     | 翁國賢、姜鍾翊                          | 提名         |
| 第31屆香港電影金像獎 | 最佳女主角       | 湯唯                                    | 提名         |
| 第31屆香港電影金像獎 | 最佳男配角       | 王羽                                    | 提名         |
| 第31屆香港電影金像獎 | 最佳女配角       | 惠英紅                                  | 提名         |
| 第31屆香港電影金像獎 | 最佳攝影         | 包軒鳴、黎耀輝                          | 獲獎         |
| 第31屆香港電影金像獎 | 最佳剪接         | 許宏宇                                  | 提名         |
| 第31屆香港電影金像獎 | 最佳美術指導     | 奚仲文、孫立                            | 提名         |
| 第31屆香港電影金像獎 | 最佳服裝造型設計 | 吳里璐                                  | 提名         |
| 第31屆香港電影金像獎 | 最佳動作設計     | 甄子丹                                  | 提名         |
| 第31屆香港電影金像獎 | 最佳音響效果     | Nopawat Likitwong、Traithep Wongpaiboon | 提名         |
| 第31屆香港電影金像獎 | 最佳視覺效果     | 翁國賢、姜鍾翊                          | 提名         |
| 第31屆香港電影金像獎 | 最佳原創電影音樂 | 陳光榮、金培達、Chatchai Pongprapaphan  | 獲獎         |
| 第31屆香港電影金像獎 | 最佳原創電影歌曲 | 〈迷走江湖〉作曲、填詞、主唱：竇唯      | 提名         |

## 外部連結
- 開眼電影網上《武俠》的資料（繁體中文）
- 豆瓣电影上《武俠》的資料 （简体中文）
- 时光网上《武俠》的資料（简体中文）
- AllMovie上《武俠》的资料（英文）
- 爛番茄上《武俠》的資料（英文）
- 香港影庫上《武俠》的資料（繁體中文）
- 互联网电影数据库（IMDb）上《武俠》的资料（英文）